# Selma Vaz Dias
Selma Vaz Dias (* 23. November 1911 in Amsterdam; † 30. August 1977 in London) war eine britische Schauspielerin niederländischer Herkunft mit Charakterrollen in Theater, Film und Fernsehen. Sie spielte von den 1930er Jahren bis in die 1960er Jahre verschiedene Rollen in britischen Kinoproduktionen. Darunter in Filmen wie Eine Dame verschwindet, Teufel in Blond, Zehn Frauen verschwanden in Paris, Das Haus der tausend Schreie oder Sommer der Verfluchten.

## Leben und Karriere
Selma Vaz Dias, geboren 1911 in Amsterdam als Tochter von Jacob Vaz Dias und seiner Frau Hannah (Hamburger), zog es früh als Charakterdarstellerin auf die Bühne. Sie studierte an der traditionsreichen Londoner Schauspielschule, der Royal Academy of Dramatic Art (RADA) und gab ihr Bühnendebüt am Little Theatre am 28. Februar 1929 als Nina Verganskaia in dem Bühnenstück Red Rust. Aufgrund ihrer exzellenten Sprachkenntnisse – sie sprach Englisch, Französisch, Deutsch und Holländisch fließend – nahm sie auch bald andere Entertainmentangebote wahr.
Ihre Filmkarriere begann Selma Vaz Dias Mitte der 1930er Jahre. 1938 besetzte sie der Regisseur Alfred Hitchcock in seiner berühmten Kriminalkomödie Eine Dame verschwindet in der Nebenrolle der Signora Doppo. In den Hauptrollen spielten Margaret Lockwood und Michael Redgrave. 1942 spielte sie auf der Leinwand in dem Kriegsdrama One of Our Aircraft Is Missing unter der Regie von Michael Powell und Emeric Pressburger. Zu Beginn der 1950er Jahre sah man sie in Filmen wie der romantischen Komödie Mit Küchenbenutzung von Regisseur Henry Cass und dem Filmdrama Teufel in Blond von Reginald Le Borg. 1958 spielte sie in dem Kriegsdrama Der lautlose Krieg von Regisseur Anthony Asquith. Zu Beginn der 1960er Jahre sah man sie dann neben George Sanders, Corinne Calvet und Jean Kent im Kino in W. Lee Wilders Thriller Zehn Frauen verschwanden in Paris. In dem Horrorfilm Das Haus der tausend Schreie von Ernest Morris aus dem Jahr 1961 mit Laurence Payne in der Hauptrolle verkörperte sie die Rolle der Mrs. Vine. Im selben Jahr besetzte sie Roy Ward Baker in seinem Drama Sommer der Verfluchten.
Bereits 1938 hatte sich Selma Vaz Dias auch dem Fernsehen zugewandt. Seit den frühen 1950er Jahren sah man sie auch in Episoden von erfolgreichen Serien. Zu ihren Auftritten in dem neuen Medium gehörten BBC Sunday-Night Theatre (1952), Douglas Fairbanks, Jr., Presents (1955), ITV Television Playhouse (1959), Zero One (1962), The Troubleshooters (1967) oder From a Bird's Eye View (1971). Ihren letzten Fernsehauftritt hatte sie in dem  TV-Film Cheri 1973 unter der Regie von Claude Whatham.
Selma Vaz Dias war verheiratet mit dem Journalisten Hans Werner Egli (1899–2000), mit dem sie einen Sohn und eine Tochter hatte. Sie verstarb am 30. August 1977 im Alter von 65 Jahren in ihrer Wahlheimat London.

## Filmografie (Auswahl)

### Kino
- 1934: Jud Süß (nicht der antisemitische Propagandafilm Jud Süß).
- 1938: Eine Dame verschwindet (The Lady Vanishes)
- 1942: One of Our Aircraft Is Missing
- 1951: Mit Küchenbenutzung (Young Wives' Tale)
- 1953: Teufel in Blond (Bad Blonde/The Flanagan Boy)
- 1956: Keiner ging an ihr vorbei (Wicked as They Come)
- 1957: Die Nächte der Würgerin (Cat Girl)
- 1957: Strangers' Meeting
- 1958: Der lautlose Krieg (Orders to Kill)
- 1960: Zehn Frauen verschwanden in Paris (Bluebeards Ten Honeymoons)
- 1960: Das Haus der tausend Schreie (The Tell-Tale Heart)
- 1961: Sommer der Verfluchten (The Singer Not the Song)

### Fernsehen
- 1938: Glorious Morning (Fernsehfilm)
- 1939: Fiat Justitia (Fernsehfilm)
- 1939: Prison Without Bars (Fernsehfilm)
- 1951: The Golden Door (Fernsehfilm)
- 1951: A Tomb with a View (Fernsehfilm)
- 1952: BBC Sunday-Night Theatre (Fernsehserie, 1 Episode)
- 1955: Douglas Fairbanks, Jr., Presents (Fernsehserie, 1 Episode)
- 1955: London Playhouse (Fernsehserie, 1 Episode)
- 1957: The Adventures of Robin Hood (Fernsehserie, 1 Episode)
- 1957: Overseas Press Club - Exclusive! (Fernsehserie, 1 Episode)
- 1957–1968: Dixon of Dock Green (Fernsehserie, 3 Episoden)
- 1958: The Vise (Fernsehserie, 1 Episode)
- 1959: ITV Television Playhouse (Fernsehserie, 1 Episode)
- 1961: Triton (Fernsehfilm)
- 1961: You Can't Win (Fernsehserie, 1 Episode)
- 1962: De schaduw van Mart (Fernsehfilm)
- 1962: Zero One (Fernsehserie, 1 Episode)
- 1965: Buddenbrooks (Fernsehminiserie)
- 1967: The Troubleshooters (Fernsehserie, 1 Episode)
- 1971: From a Bird's Eye View (Fernsehserie, 1 Episode)
- 1971: Eyeless in Gaza (Fernsehserie, 1 Episode)
- 1971: Trial (Fernsehserie, 1 Episode)
- 1973: Cheri (Fernsehfilm)

### Kurzfilm
- 1944: Two Fathers
- 1955: Night Plane to Amsterdam